# (417978) Haslehner
(417978) Haslehner est un astéroïde de la ceinture principale. 

## Description
(417978) Haslehner est un astéroïde de la ceinture principale. Il fut découvert le 13 octobre 2007 à Gaisberg par Richard Gierlinger. Il présente une orbite caractérisée par un demi-grand axe de 3,15 UA, une excentricité de 0,07 et une inclinaison de 9,8° par rapport à l'écliptique.
Il avait été observé en 1996, mais cette observation est considérée comme une prédécouverte par le JPL.

## Compléments